# Grahamsmjöl

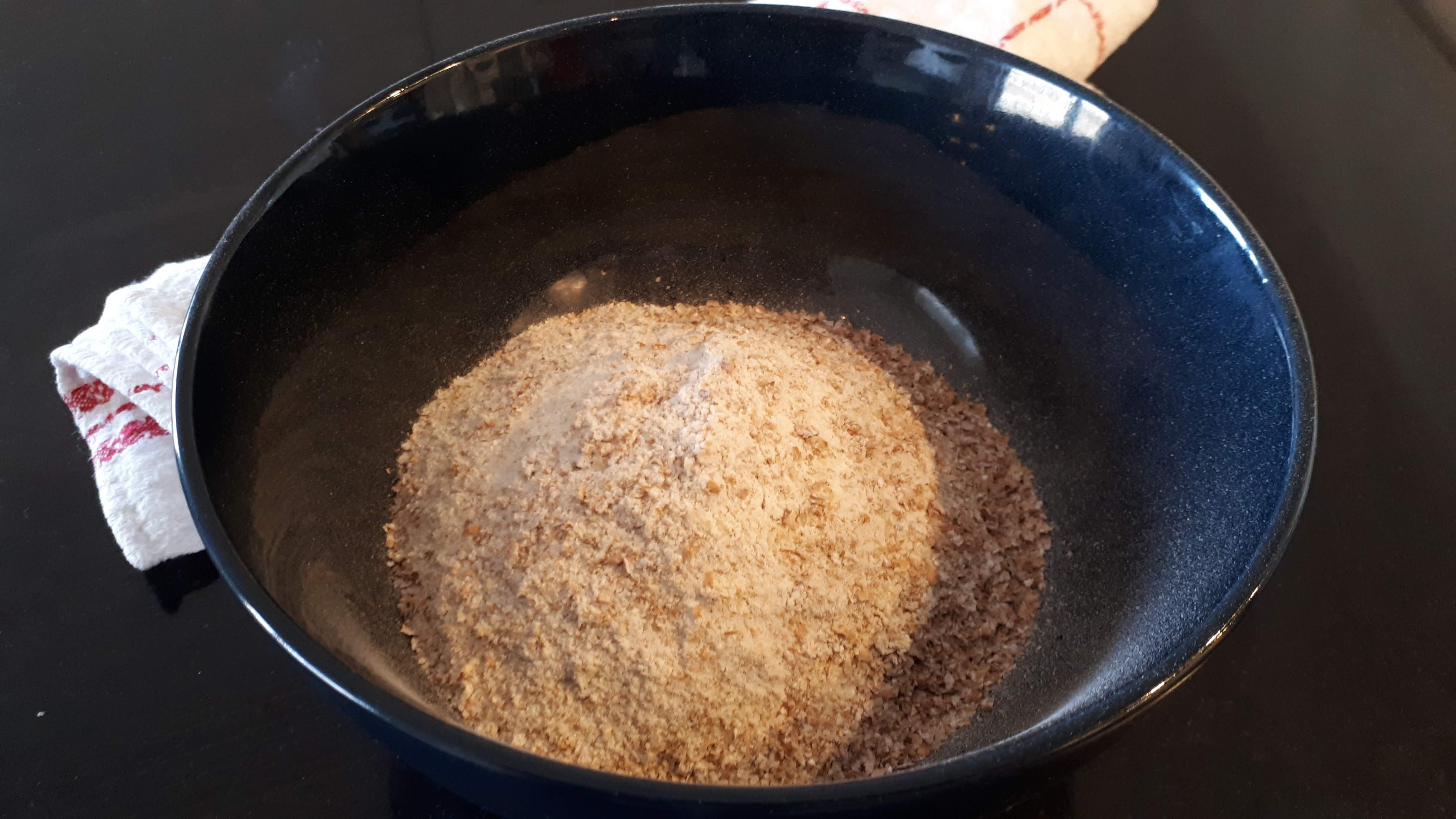
Grahamsmjöl i en skål.

Grahamsmjöl och grahamsbröd är uppkallat efter Sylvester Graham. Grahamsmjölet är ett osiktat fullkornsmjöl av vete och är lämpligt till grövre brödtyper.
Grahamsmjöl kallas för en fullkornsprodukt, eftersom man vid tillverkningen av grahamsmjöl tar hand om hela vetekornet. Det finns två olika metoder att framställa det på. Det kan göras med hjälp av stenmalning, eller med malning i industriell valskvarn. I det förstnämnda mals hela sädesslaget mellan två stenar, och det som kommer ut är den färdiga produkten. Hur tätt stenarna ligger mot varandra avgör hur finmalet mjölet blir. I valskvarnen är det en längre process med vattenånga och separering av vetets olika delar, innan slutligen sammanblandning sker i önskade proportioner.
Mjölet innehåller cirka 12 gram kostfibrer per 100 gram, medan motsvarande siffra för vetemjölet är 3 gram.